# Phare de Round Island (Mississippi)
Le phare de Round Island (en anglais : Round Island Light), était un phare  situé à l'extrémité sud-ouest de Round Island (Mississippi) (en) dans le comté de Jackson au Mississippi. Initialement placé à 6,4 km au sud de Pascagoula, dans le détroit du Mississippi, il a été renversé par l'ouragan Katrina en septembre 1998. En 2010, la base de la structure et les autres vestiges du phare ont été retirés de Round Island et transférés dans la ville de Pascagoula pour être restaurés.
Il est inscrit au Registre national des lieux historiques depuis le 9 octobre 1986 sous le no 86002815 et déclaré National Historic Landmark le 25 février 1987.

## Histoire
En 1833, l'United States Lighthouse Board passa un contrat pour la construction d'un phare sur Round Island dans le détroit du Mississippi. En 1854, il a été déterminé que la structure était mal construite et trop proche de l'eau, ce qui a érodé les fondations. La construction d'un deuxième phare et d'une maison de gardien a été réalisée en 1859. La tour de 1859 mesurait 15 mètres de haut avec un plan focal de 13 mètres au-dessus du niveau de la mer. Avec une lentille de Fresnel de quatrième ordre il avait une portée visible de 10 à 12 milles marins (19 à 23 kilomètres).
Pendant la guerre de Sécession (1861-1865), la lentille de Fresnel a été retirée du phare de Round Island par des soldats confédérés et transportée à Montgomery, en Alabama, pour y être conservée.
Le phare, électrifié dans les années 1920, a été automatisé en 1944 mais a été désactivé 5 ans plus tard. Après la désactivation, l'United States Coast Guard a maintenu le phare comme marque de jour, sans illumination, jusqu'en 1954.
En 1955, le phare, l’habitation, le ponton et les dépendances ont été déclarés propriété excédentaire par l'Administration des services généraux. Au fil des ans, le phare a souffert du vandalisme, du délabrement et de l'érosion des vagues. En 1986, le Bureau of Land Management a cédé le phare et environ 20 hectares de terres à la ville de Pascagoula.
En septembre 1998, l’ouragan Georges a renversé le phare. Des plans ont été élaborés pour reconstruire le phare à son emplacement d'origine sur Round Island et la construction a été lancée. Cependant, en août 2005, les efforts de reconstruction ont pris fin lorsque l'ouragan Katrina a détruit le phare partiellement reconstruit. En raison de l'emplacement précaire sur Round Island, qui exposait le phare à l'érosion et aux dégâts causés par les futures tempêtes, le conseil municipal de Pascagoula a décidé de reconstruire le phare dans la ville, en utilisant autant de matériaux de construction d'origine pouvant être récupérés sur l'île. À partir de 2012, le socle d'origine du phare et la galerie de lanternes restaurée ont été sécurisés à leur nouvel emplacement, juste au sud de l'U.S. Route 90 à Pascagoula. En juillet 2014, l'extérieur du phare avait été restauré et surmonté de la galerie de lanternes d'origine.
Identifiant : ARLHS : USA-711.

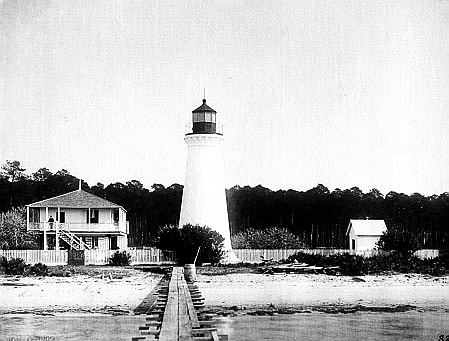
La tour d'origine (USCG)
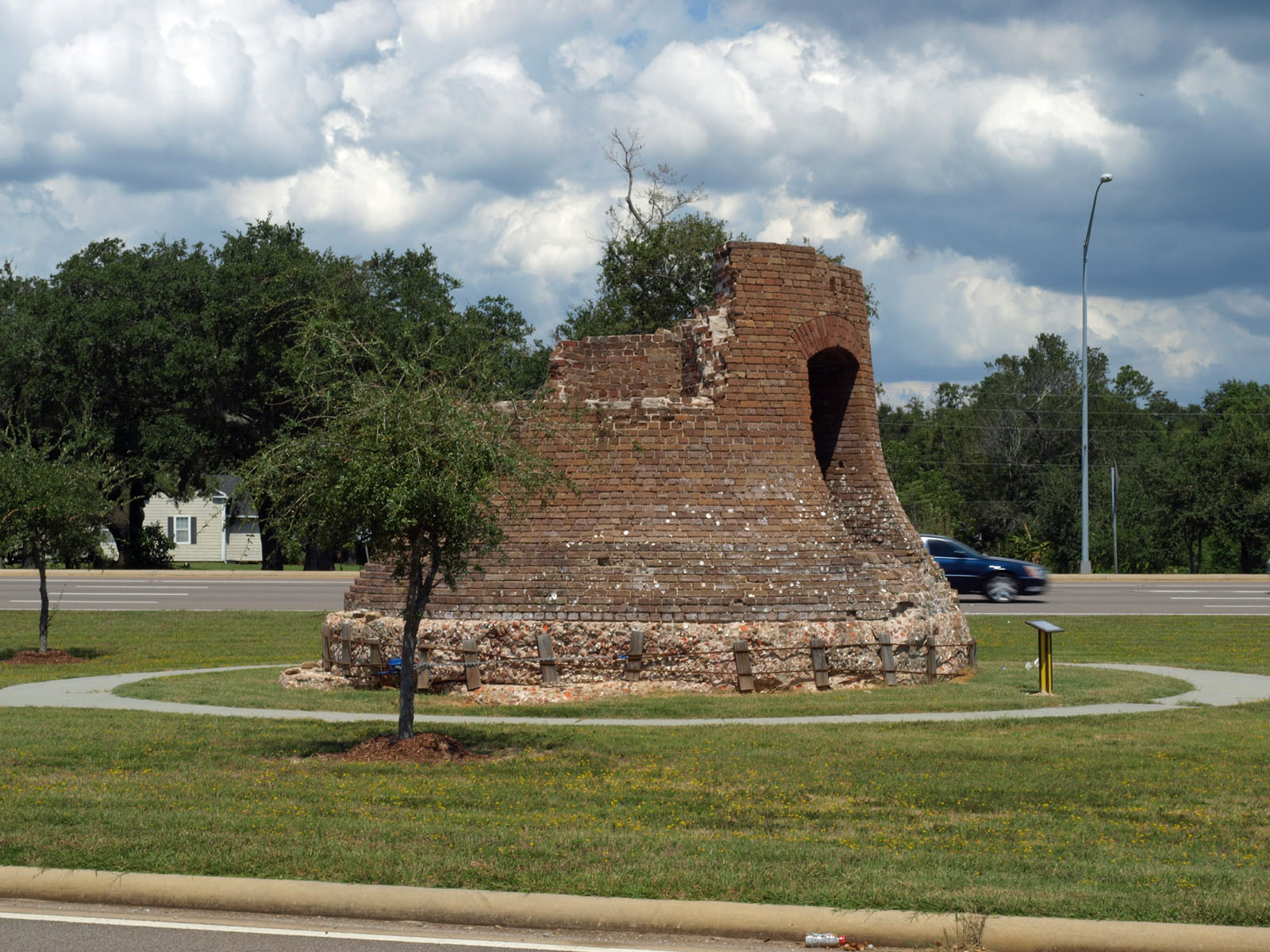
Le phare en 2012
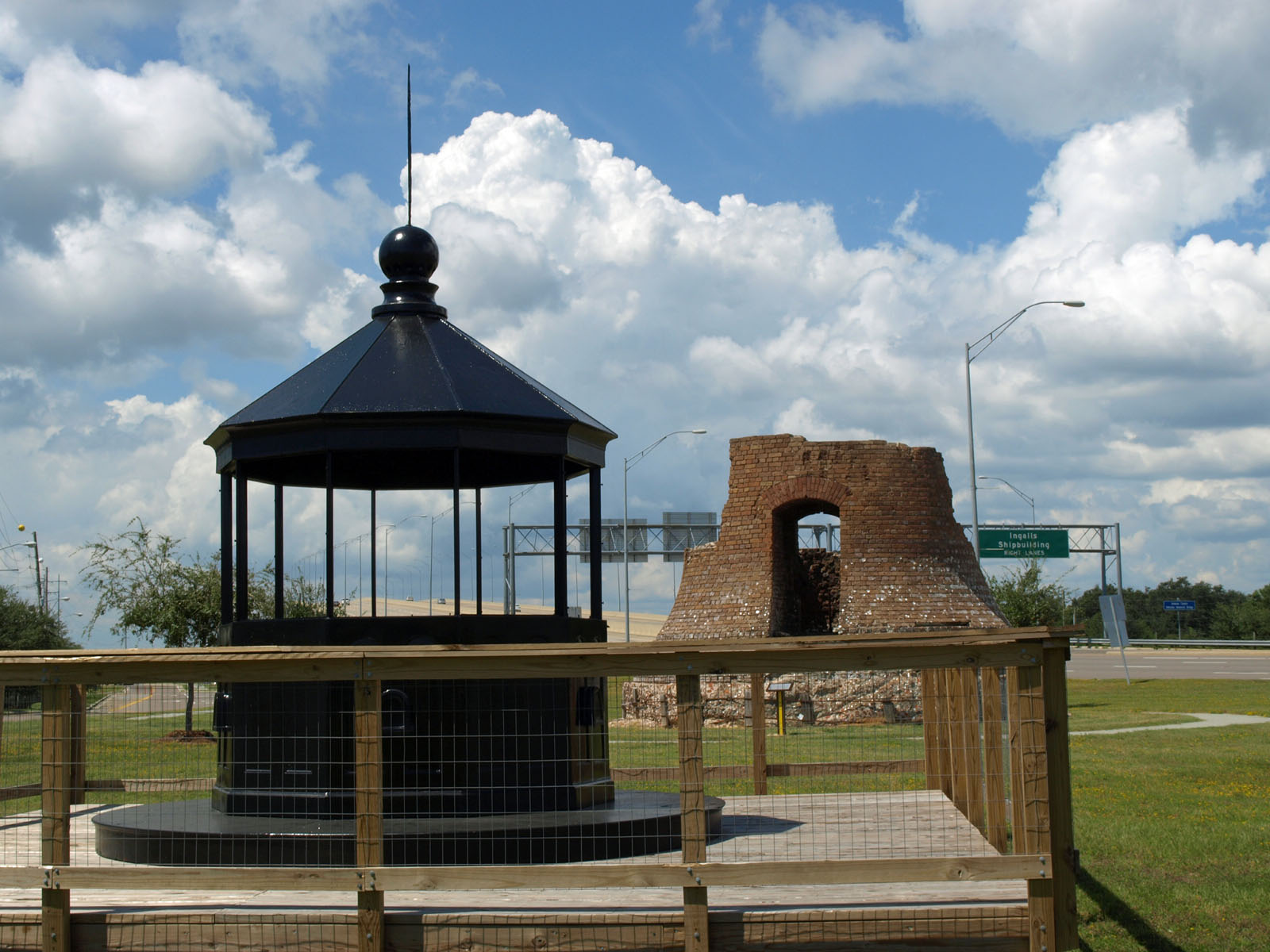
La lanterne en 2012

### Lien connexe
- Liste des phares du Mississippi